# La batalla d'Alexandre a Issos
La batalla d'Alexandre a Issos (en alemany: Alexanderschlacht) és una pintura a l'oli de 1529 de l'artista alemany Albrecht Altdorfer (c. 1480–1538), pioner de l'art del paisatge i membre fundador de l'escola del Danubi. La pintura retrata la batalla d'Issos del 333 aC, en la qual Alexandre el Gran va aconseguir una victòria decisiva sobre Darios III de Pèrsia i va obtenir una influència crucial en la seva campanya contra l'Imperi Persa. La pintura és àmpliament considerada com l'obra mestra d'Altdorfer, i és un dels exemples més famosos del tipus de pintura paisatgística renaixentista coneguda com el paisatge del món, que aquí assoleix una grandesa sense precedents.
El duc Guillem IV de Baviera va encarregar La batalla d'Alexandre a Issos el 1528 com a part d'un conjunt de peces històriques que havien de penjar a la seva residència de Múnic. Els comentaristes moderns suggereixen que la pintura, a través del seu abundant ús de l'anacronisme, pretenia comparar l'heroica victòria d'Alexandre a Issos amb el conflicte europeu contemporani amb l'Imperi Otomà. En particular, la derrota de Solimà I el Magnífic al setge de Viena pot haver estat una inspiració per a Altdorfer. Es detecta un corrent de fons religiós, sobretot en el cel extraordinari; probablement es va inspirar en les profecies de Daniel i la preocupació contemporània de l'Església per un apocalipsi imminent.

## La batalla històrica d'Issos

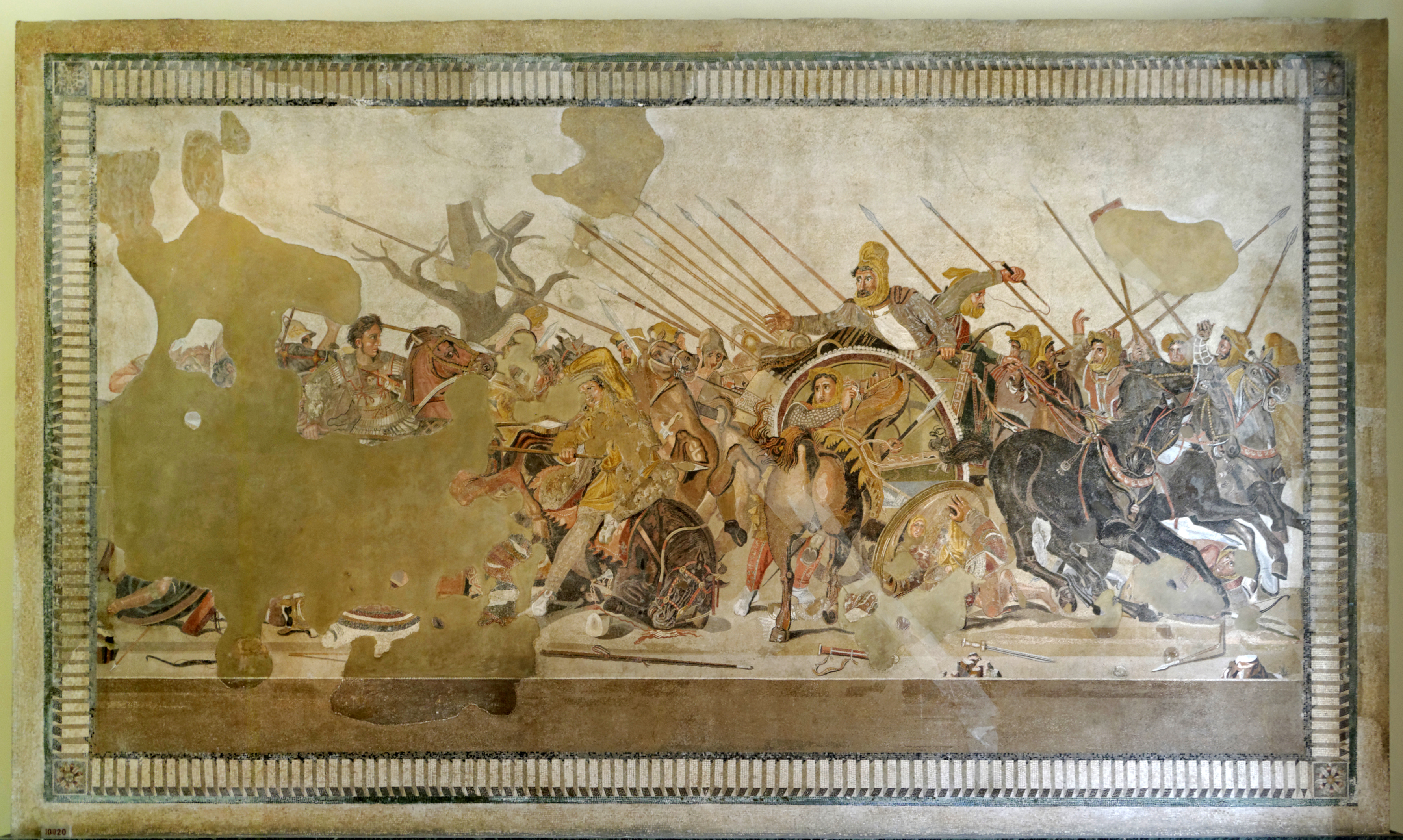
El Mosaic d' Issos, trobat a Pompeia, és una altra representació famosa de la batalla.

La ciutat d'Issos estava ubicada al sud-est d'Àsia Menor, prop d'on actualment es troba İskenderun (Turquia). Malgrat que la batalla va tenir lloc allà (a la moderna Turquia), a la pintura es poden distingir els Alps i ciutats òbviament alemanyes, ja que la quantitat de territori que es pot veure des d'un punt tan elevat està exagerat immensament.
La batalla mateixa va ser un triomf tàctic d'Alexandre el Gran, i possiblement la seva victòria més famosa. Els historiadors moderns estimen que l'exèrcit macedoni va perdre uns 7.000 homes (potser el 16%) davant de les 30.000 morts causades a l'exèrcit persa de Darios III. No obstant això, les inscripcions de la pintura, probablement efectuades per Aventin, l'historiador de la cort bavaresa, es refereixen a quantitats molt més grans.

## Anàlisi de la pintura

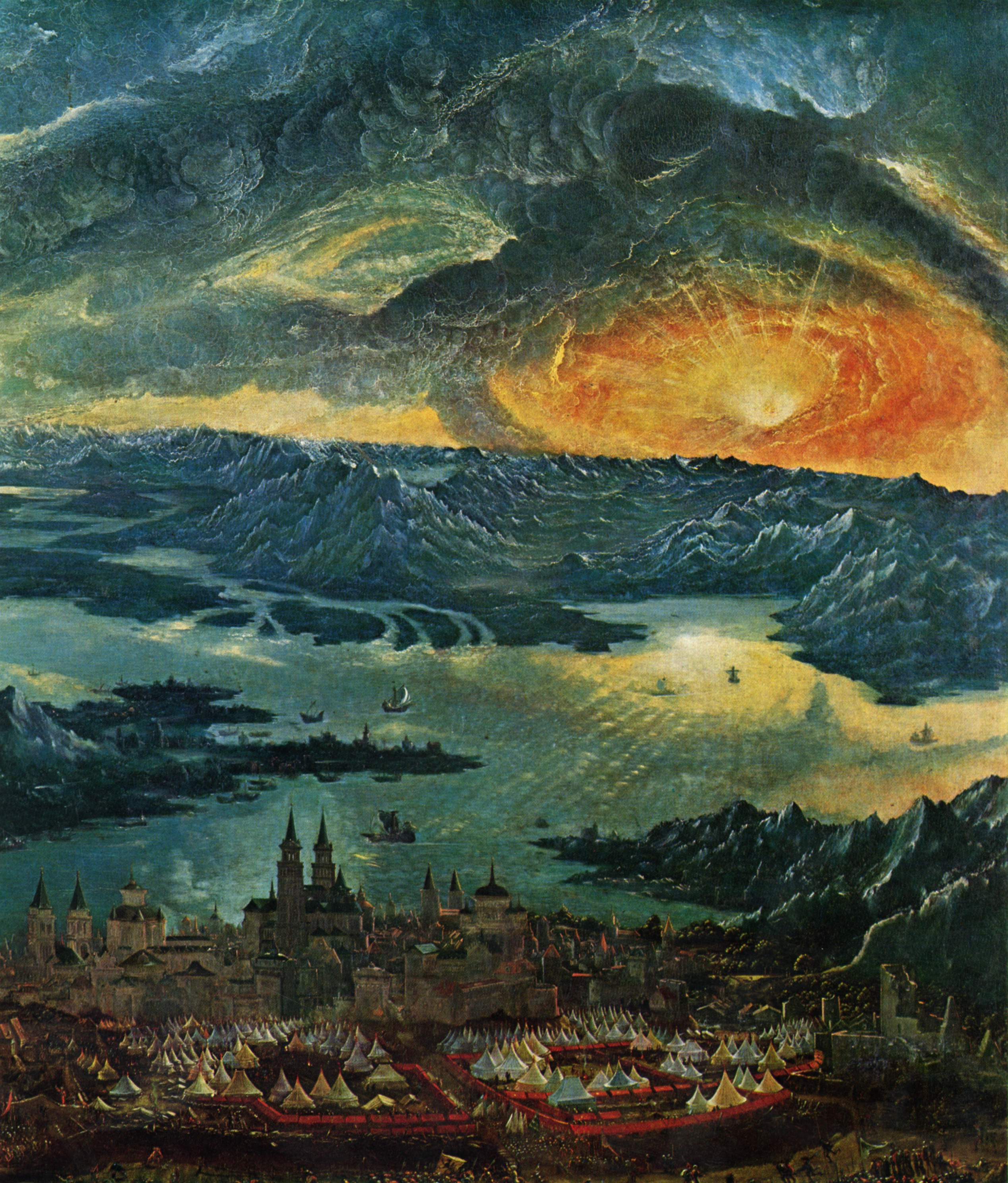
Detall de la posta de sol.

Darrere dels nombrosos exèrcits hi ha les muntanyes d'Àsia Menor davant de la mar Mediterrània i Xipre. Al fons hi ha Palestina, el Sinaí, la mar Roja i l'Àfrica amb el serpentejant riu Nil fins al seu delta davant de la gentil corba de l'horitzó i la dramàtica posta de sol. A la cantonada superior esquerra hi ha la lluna en quart creixent, sobre l'escena del rei persa que fuig al seu carro de guerra, una referència al «poble de la lluna creixent», per exemple els turcs. La presència de dos cossos celestes es veu reflectida en les dimensions còsmiques atribuïdes a la batalla, amb el suport d'una cita bíblica (Daniel 7) que descriu el fet com a part del pla de Déu per a la humanitat, on el regne d'Alexandre el Gran va ser succeït per l'Imperi romà, que alhora va ser succeït pel Sacre Imperi Romanogermànic. Per tant, tota la pintura és una exhortació a l'emperador Carles V perquè aixafi els turcs que llavors amenaçaven Viena.
Altdorfer va intentar representar les descripcions històriques de què disposava quant al nombre de soldats presents a la batalla, per la qual cosa els dos exèrcits es van transformar en una massa de gent de manera que no es poden distingir els bàndols. Les armadures que utilitzen la majoria o tots els soldats és inconfusiblement l'empleada al segle XVI. L'obra fa ús d'una complexa i impossible vista a vol d'ocell que comença relativament a prop del terra, al capdavant de la pintura, però que quant al fons es troba clarament a l'alçada que assoliria transbordador espacial. Malgrat que també estan representades la Torre de Babel (prop de la vora esquerra), les Piràmides d'Egipte i probablement el Temple de Jerusalem, la majoria d'aquests edificis no tenen la intenció de reflectir l'arquitectura antiga i són construccions imaginàries i extravagants d'estil renaixentista alemany.